# Hippo Regius
 Hippo Regius ókori római település a mai Algéria területén, a Római Birodalom egyik észak-afrikai nagyvárosa. Jelenlegi neve Annába vagy Bône (Bona, Bone). 
A városban élt Hippói Szent Ágoston (354–430) keresztény püspök.
431-ben Geiserich vandál király 18 hónapos ostrom után elfoglalta, ezután a város 439-ig a Vandál Királyság fővárosa volt. 534-ben keletrómai uralom alá került, és 698-ig maradt a fennhatóságuk alatt, mikor is a szaracénok kezére került. 